# Иван Соколов
Иван Соколов (рођен 13. јуна 1968. у Јајцу) је шахиста који игра за Холандију.
1995. и 1998. године био је шампион Холандије.